# Kurt Piller
Kurt Piller (* 1959 in Dachau) ist ein deutscher Rechtsanwalt und Kommunalpolitiker.

## Werdegang
Piller studierte Rechtswissenschaften an der Universität München sowie Politologie und Psychologie an der Hochschule für Politik in München. Anschließend verbrachte er einige Zeit in Australien. 1989 erhielt er die Zulassung als Rechtsanwalt. Zwischen 1992 und 1994 bildete er sich zum Fachanwalt für Verwaltungsrecht fort.
Bei der Oberbürgermeisterwahl in Dachau im Frühjahr 1996 setzte er sich als Kandidat der Überparteilichen Bürgergemeinschaft überraschend gegen Wolfgang Aechtner (CSU) durch. Sechs Jahre später unterlag er in der Stichwahl Peter Bürgel (CSU) knapp. Wegen Zweifeln am rechtmäßigen Verlauf der Wahlen musste sie wiederholt werden (siehe Wahlfälschungsskandal von Dachau). Auch bei der zweiten Oberbürgermeisterwahl unterlag Piller.
Seither ist er wieder als Rechtsanwalt in Dachau tätig.